# رنان بارائو
رنان بارائو (انگلیسی: Renan Barão؛ زادهٔ ۳۱ ژانویهٔ ۱۹۸۷) ورزشکار هنرهای رزمی ترکیبی اهل برزیل است. وی از سال ۲۰۰۵ میلادی تاکنون مشغول فعالیت بوده‌است.